# Piazza della Cisterna
La Piazza della Cisterna es, junto con la Piazza del Duomo, una de las dos plazas más importantes de la localidad de San Gimignano, Toscana, Italia.

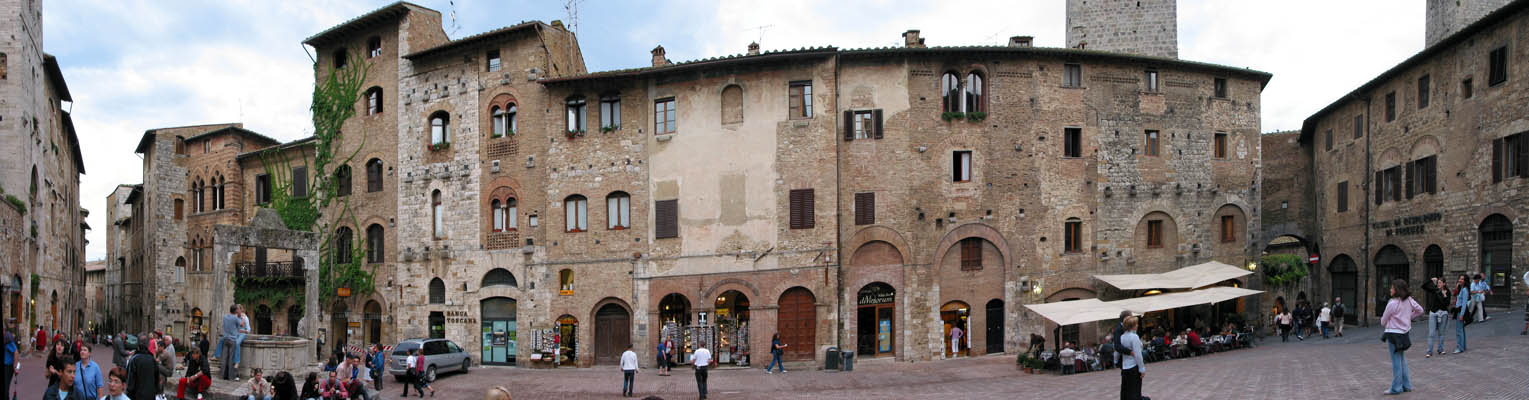
Piazza della Cisterna.

## Historia

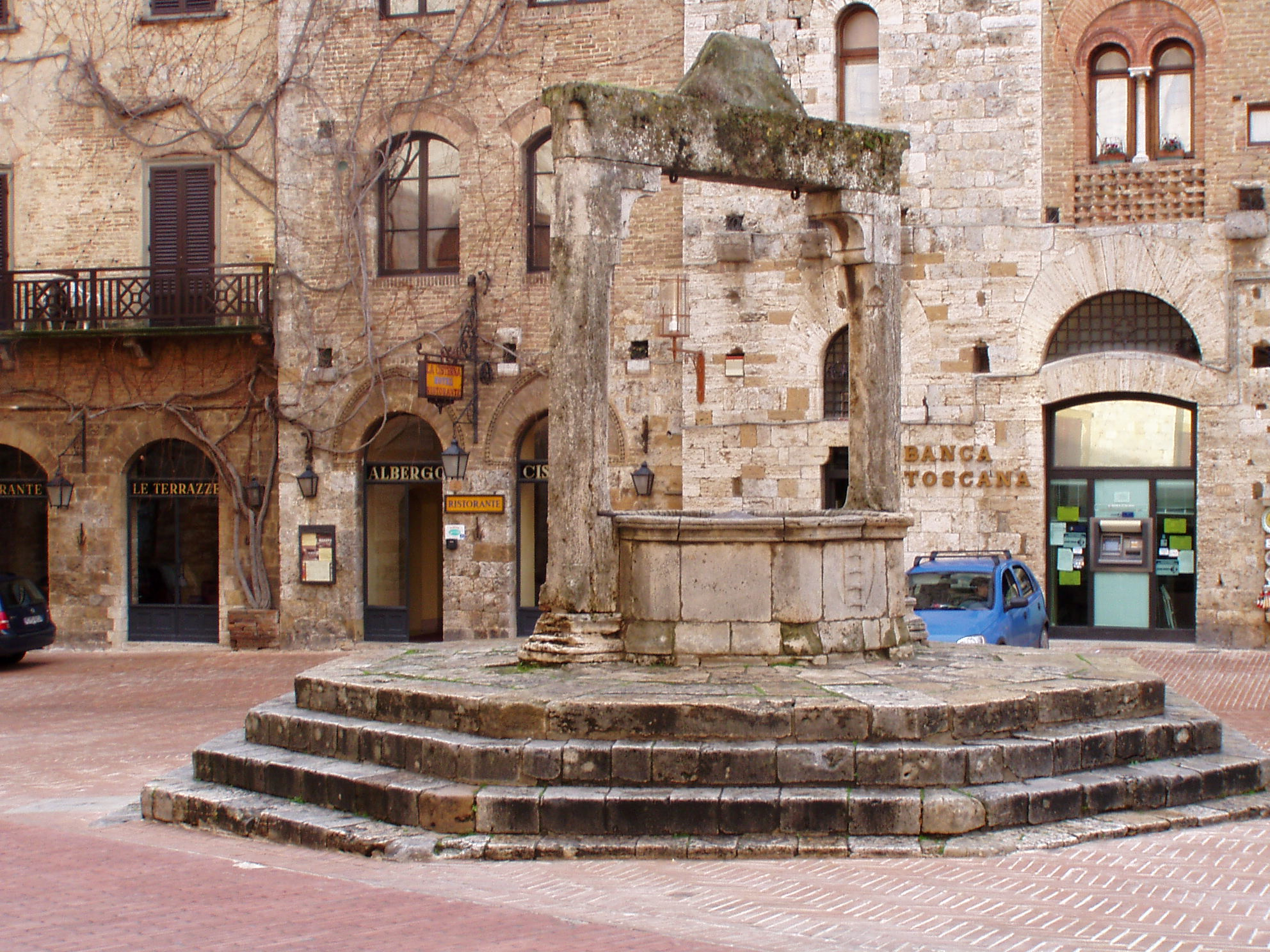
La cisterna.

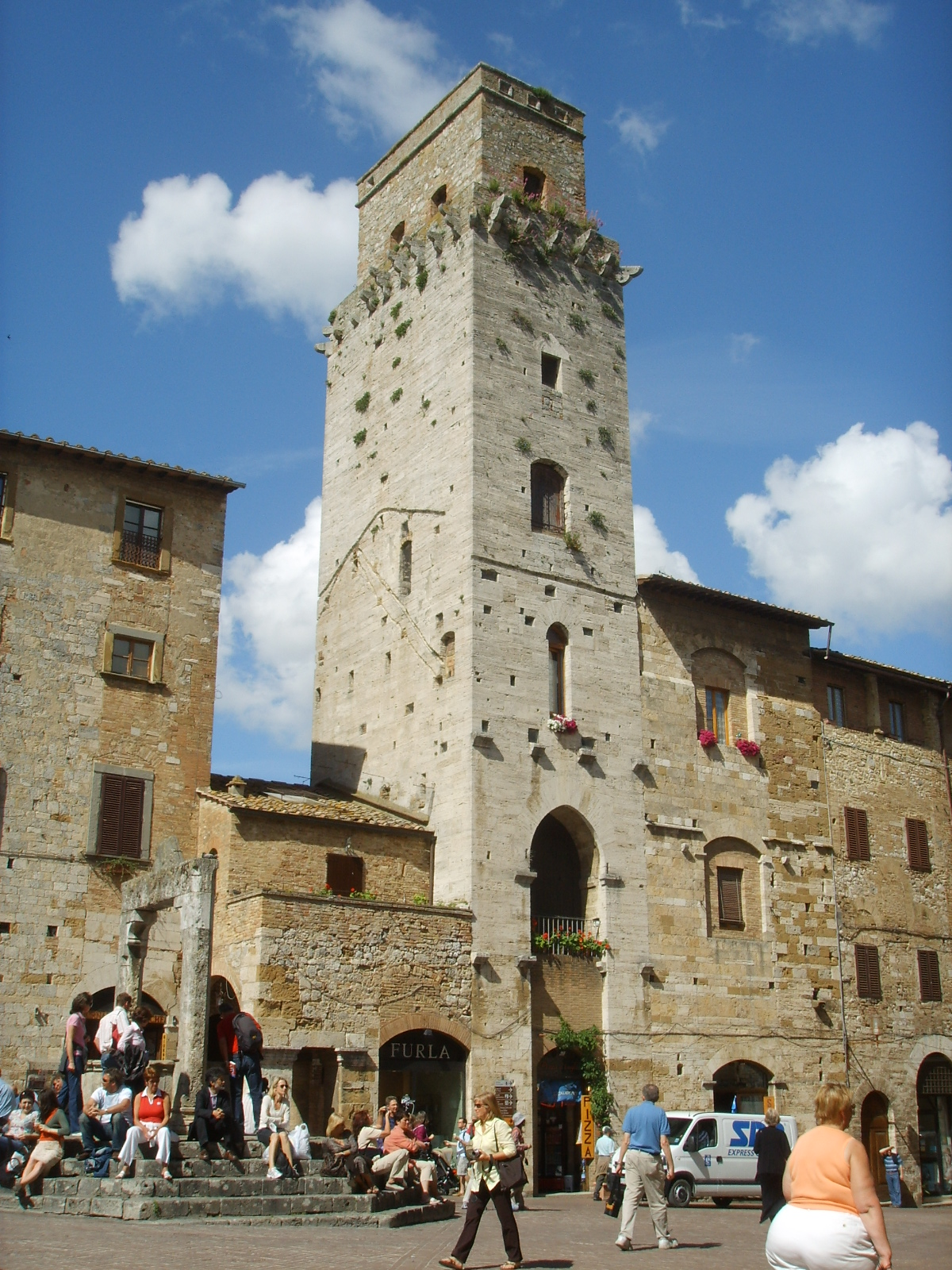
La Torre del Diavolo.

La plaza se encontraba en la intersección de las dos calles más importantes de la ciudad en la Alta Edad Media (la Vía Francígena en el eje norte-sur y la Via Pisa-Siena en el eje este-oeste). Mientras que la Piazza del Duomo era ambivalente, como centro religioso y político (allí se encontraban la Collegiata y los dos palacios del Podestà), la Piazza della Cisterna se usaba como mercado y escena para fiestas y torneos. Su configuración actual data del siglo XIII, según las órdenes del municipio gibelino.
La plaza recibe su nombre de la cisterna de agua de 1287, situada debajo de la plaza y coronada por una monumental boca de pozo de travertino sobre un pedestal octogonal, ampliada en 1346 bajo el gobierno del podestà Guccio Malavolti, y colocada en posición ligeramente descentrada.

## Descripción
La plaza tiene forma triangular con una ligera pendiente natural y está unida a la cercana Piazza del Duomo por un paso abierto. El pavimento está dispuesto en espiga y está rodeada por una extraordinaria cortina de casas nobiliarias y torres medievales. 
En el extremo meridional se encuentra el arco dei Becci, antigua puerta de la ciudad del primer círculo de las murallas alto-medievales. Esta puerta está flanqueada por los grandes paralelepípedos de las torres dei Becci (a la izquierda) y dei Cugnanesi (a la derecha).
Siguiendo hacia la derecha, los edificios más significativos se encuentran cerca de la cisterna: Palazzo Razzi, Casa Silvestrini (antiguo hospital) y Palazzo Tortoli al lado de una torre recortada que perteneció al capitán del pueblo.
Pasado el acceso a Via di Castello, el lado norte se caracteriza por el palazzo dei Cortesi y la sugerente torre del Diavolo, rodeada por las casas dei Cattani.
El lado occidental es embellecido por varias torres, como las gemelas torri degli Ardinghelli y la torre di palazzo Pellari.